# Procordulia leopoldi
Procordulia leopoldi – gatunek ważki z rodziny szklarkowatych (Corduliidae).